# Stefano Fanucci
Stefano Fanucci (Roma, 27 gennaio 1979) è un ex calciatore italiano, di ruolo difensore.

## Carriera

### Giocatore
Cresciuto prima nel Monterotondo, società dilettantistica della provincia di Roma, passa poi nelle giovanili della Roma con cui riesce a far parte della prima squadra durante la stagione 1997-1998 senza riuscire ad esordire in Serie A. Viene quindi prestato al Teramo, club di Serie C2: in biancorosso disputa 22 partite senza reti all'attivo. Passa poi al Savoia, con cui totalizza 10 presenze in Serie B (ed un gol messo a segno) nella stagione 1999-2000. La stagione con i campani si conclude con la retrocessione in Serie C1.
Nell'estate del 2000 viene acquistato dal Livorno, con cui disputa quattro stagioni: due da titolare in Serie C1 e due in Serie B ottenendo la promozione in serie A. Dopo una stagione in prestito al Pescara (30 partite disputate tra i cadetti) torna a far parte della rosa dei toscani in vista della stagione 2005-2006 di Serie A. Con gli amaranto, allenati da Carlo Mazzone, riesce a debuttare nella massima serie l'8 febbraio 2006 nella gara Ascoli-Livorno (0-0) giocando titolare per tutti i 90 minuti. Riesce a totalizzare in tutto 5 presenze in Serie A.
Scaduto il contratto con il Livorno nel giugno del 2007, dopo un intero anno senza presenze in campionato, il 21 luglio passa all'Ancona in Serie C1, società della famiglia Schiavoni.
Conquistata la promozione con i dorici, viene ceduto all'Arezzo, restando così in Prima Divisione dove gioca 29 partite con un gol realizzato.
Svincolato dal club toscano, viene ingaggiato dal Cosenza nella stagione 2009-2010 dove ritrova Stefano Fiore, suo compagno di squadra ai tempi del Livorno. Con i rossoblu totalizza 23 presenze in Prima Divisione e firma un gol contro la SPAL.
Resta nel club calabrese anche nella successiva stagione totalizzando 10 presenze in campionato, ma durante il mercato autunnale cambia squadra. Infatti, il 22 gennaio 2011, risolve consensualmente il contratto con il Cosenza ed il 28 gennaio si accasa alla Ternana mantenendo intatta la categoria. Con gli umbri totalizza 8 presenze in campionato, rimediando a fine stagione un'incredibile retrocessione dopo aver perso in casa (in pieno recupero) nell'ultima giornata lo scontro salvezza contro l'Andria.

### Allenatore
Dal 2012 al 2014 è vice sulla panchina del Cosenza.
Dal 2014 è allenatore in Serie D della Progreditur Marcianise, con la quale raggiungerà il quinto posto che gli consentirà di disputare i playoff, che verranno persi contro il Taranto in semifinale.

## Palmarès

### Competizioni nazionali
- Campionato italiano Serie C1: 1

Livorno: 2001-2002